# Rafael García García
|  | Aquest article tracta sobre el polític valencià. Si cerqueu el futbolista castellà, vegeu «Rafa García (futbolista)». |

Rafael García García (Burjassot, 1971) és un polític valencià, alcalde de Burjassot (l'Horta Nord) des de juny de 2014.
Rafael García naix al barri de Lauri Volpi de Burjassot al si d'una família treballadora. Des de ben jove milita al Partit Socialista del País Valencià (PSPV-PSOE) on ha exercit diversos càrrecs orgànics com el de secretari d'organització de la direcció comarcal del partit a l'Horta Nord i també a la direcció provincial de València. Llicenciat en Història i Geografia, ha treballat a l'àmbit de la inserció socio-laboral a diversos organismes municipals de Burjassot com l'empresa CEMEF, el programa europeu ADAPT o la gerència de l'empresa municipal fins que el 2007 l'aleshores alcalde José Luis Andrés i Chavarrías (del PSPV) el nomena assessor municipal.
A les eleccions municipals de 2011 encapçala les llistes del PSPV-PSOE per ser alcalde de Burjassot després de 24 anys de govern ininterromput amb Andrés Chavarrías al capdavant de la batllia. La llista socialista liderada per Rafa García obté el 35% dels vots i esdevé segona força política per darrere del Partit Popular (PP) per primera vegada en la història de Burjassot. Tot i això, el PSPV arriba un acord amb la resta de partits polítics que obtenen representació (Compromís i EUPV) i formen un govern d'esquerres en el que l'alcaldia l'ostenta Jordi Sebastià (Compromís) els tres primers anys de legislatura i Rafael García el darrer any.
El 7 de juny de 2014 es va fer efectiu el pacte de govern i Rafael García fou investit alcalde en substitució de Jordi Sebastià que deixà la corporació municipal per ser elegit diputat al Parlament Europeu.
A les eleccions municipals de 2015 encapçala les llistes del PSPV-PSOE per ser alcalde de Burjassot una altra vegada i la seua llista torna a ser primera força amb un percentatge similar en Ajuntament amb sis forces polítiques. Va iniciar la seua alcaldia amb un govern en minoria amb vuit regidors fins a octubre de 2015 a on Compromís va entrar al govern amb quatre regidors mitjançant un pacte.
A l'any 2017, després de donar suport a Pedro Sánchez en la seua campanya per la Secretaria General del PSOE, es va presentar a les primàries del PSPV-PSOE per ser Secretari General amb Ximo Puig com a rival, però aquest va guanyar aquestes primàries amb el 57% de les votacions.
A les eleccions locals de 2019 va guanyar per majoria absoluta amb un total de dotze dels 21 regidors que conformen la legislatura 2019-2023. També dona el pas a la Diputació de València com a Vicepresident Segon en l'equip de govern encapçalat pel president Toni Gaspar.